# Cavezzo
Cavezzo är en ort och kommun i provinsen Modena i regionen Emilia-Romagna i Italien. Kommunen hade 6 960 invånare (2018).